# مالام باکای سانها
مالام باکای سانها (انگلیسی: Malam Bacai Sanhá؛ ۵ مهٔ ۱۹۴۷ – ۹ ژانویهٔ ۲۰۱۲) یک سیاست‌مدار اهل گینه بیسائو بود.